# Авиатор (книга)
«Авиатор» — приключенческий исторический роман-бестселлер Йона Колфера, действие которого происходит в XIX веке. Роман был опубликован в Великобритании, США и Ирландии в 2008 году, а в России — в 2009. Роман был кандидатом на получение медали Карнеги в 2009 году.

## Сюжет
Конор Брокхарт, родившийся в корзине воздушного шара, живёт на острове у берегов Ирландии. Его отец работает капитаном гвардии у короля, для которого забота о подданных важнее всего. Но однажды в стране совершается переворот, короля убивают и к власти приходит генерал Бонвилан. Конора ложно обвиняют в убийстве и сажают в тюрьму, откуда он сбегает через два года на втайне созданном им в тюрьме парашюте и начинает борьбу против изменников.

## Экранизация
Walt Disney Pictures совместно с ImageMovers Digital планируют снять анимационный фильм по мотивам книги.